# ヴィッカース F.B.5
ヴィッカースF.B.5
- 用途：複座戦闘機
- 設計者：アーチボルド・ロー
- 製造者：ヴィッカース・リミテッド
- 運用者：イギリス陸軍航空隊
- 初飛行：1914年7月
- 生産数：224機
- 運用開始：1915年2月
- 退役：1916年（デンマーク軍は1924年まで運用）
- 運用状況：退役

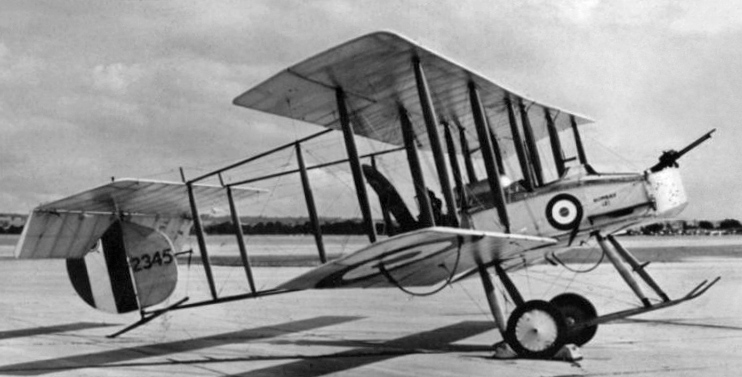
ヴィッカース F.B.5

ヴィッカースF.B.5（Vickers F.B.5.）は第一次世界大戦で使用されたイギリスの推進式複座複葉戦闘機である。ガンバス（Gunbus）との名称もある。イギリス陸軍航空隊の他にフランス軍、デンマーク軍でも運用されている。FBはファイティング・バイプレーン（戦闘複葉機）に因む。

## 概要
本機はイギリス陸軍航空隊が本格的な戦闘機として世界最初に開発、装備した機体である。とは言え「機関銃を設計段階から搭載した」程度の意味合いが強く、肝心な飛行性能は獲物である偵察機とほぼ変わらなかった。もちろん時代的に対戦闘機戦などは考慮されておらず、あくまで偵察機駆逐用に考案された（1914年当時の）重武装航空機に過ぎない。
原型は1913年に発表されたヴィッカースF.B.1「デストロイヤー」で、試作のF.B.2とF.B.3を経て、1914年7月に初飛行を行った。機銃同調装置開発前であったので、胴体後部へ100馬力のノーム回転型エンジンを備え、機首のナセルにパイロットと偵察員を収め、偵察員が操作する旋回式機関銃を備えて前方射界を確保した形式は、他の推進式戦闘機と同様であった。試作機では武装が自社製のヴィッカース機銃であったが、これは旋回銃としては取り扱いが面倒だったので、生産型では標準的なルイス機銃一挺に交換された。
1915年2月、イギリス陸軍航空隊は本機によって初の戦闘機部隊（第5飛行隊）を結成。最盛期で11個中隊に配備された。だが、偵察機を撃墜するのはまだしも、ドイツ軍が機銃同調装置を搭載したフォッカー アインデッカー単葉戦闘機を運用するのに伴い、性能不足がたちまち露見してしまう。戦闘機としては速度、機動性、上昇性能のいずれもが不足していると結論付けられ、前線での運用は短期間で終わりを告げた。
残余の機体は練習機として後方任務に下げられ、1916年までには英戦闘機隊の主力機はRAF F.E.2または エアコー DH.2に取って代わられたが、ドイツ軍はこの両機種を本機と誤認しており、本機が退役後も「ヴィッカース戦闘機と交戦」との報告がしばしば上げられている。1917年7月6日、F.E.2によりレッドバロンことマンフレート・フォン・リヒトホーフェンが負傷した際も、本機により攻撃されたと記述している。

## 運用者
イギリス
- イギリス陸軍航空隊向けに119機製作。- 第2 /5 / 7 / 11 / 16 / 18 / 24 / 25 / 32 / 35 / 42 飛行隊

 フランス
- フランス陸軍航空隊（Aéronautique Militaire）向けに99機が製作。

 デンマーク
- デンマーク陸軍航空隊向けに6機が製作。最終的には計12機が引き渡され、1917年-1924年まで運用された。

## 性能諸元(F.B.5)
諸元
- 乗組員：2（前席に偵察員。後席にパイロット）
- 全長： 8.28m(27f2in)
- 全幅：11.13m(36ft)
- 全高：3.35m(11f)
- 翼面積：35.5m2(382f2)
- 自重：555kg(1220pd)
- 積載重量：930kg(2050pd)
- 発動機：ノームMonosoupape 9気筒ロータリーエンジン、100馬力（75キロワット）×1

性能
- 最高速度：5000ft(1520m)で、毎時113km（61 KN、毎時70mi）
- 航続距離：403km（217 NMI、250mi）
- 最大高度：2743m(9000ft)
- 翼面荷重：26キロ/m2(5.4pd/f2)
- 航続時間：4時間30分
- 上昇性能：5000f(1520m)まで 16分
- 武装：7.7mmルイス機銃×1（47発ドラムマガジン。97発マガジンも搭載可だが、デンマーク軍を除いて時代的に未搭載の模様）

## 派生機

### F.B.6
上翼のスパンを伸張した試作機。1機だけ製造された。

### F.B.9
胴体のナセルを改良し、連装式のルイス機銃を搭載する為にスカーフ式リングマウントを装着した改良型。